# Takashi Ono
Takashi Ono (n. 26 iulie 1931, Noshiro, Prefectura Akita, Japonia) este un gimnast artistic ce a reprezentat Japonia, medaliat olimpic. A participat la 4 ediții ale Jocurilor Olimpice (1952, 1956, 1960, 1964) în care a câștigat 5 medalii de aur, 3 medalii de argint și 4 medalii de bronz.